# Lothar von Richthofen
Lothar Freiherr von Richthofen (ur. 27 września 1894 w Borku, zm. 4 lipca 1922 w okolicach Fuhlsbüttel) – niemiecki lotnik, as myśliwski okresu I wojny światowej, brat Manfreda, kuzyn Wolframa.
Odniósł 40 zwycięstw powietrznych.

## Życiorys
Urodził się w Borku (wtedy: Kleinburg; dziś: część Wrocławia) w rodzinie niższej szlachty pruskiej, następnie przeprowadził się z rodziną do Świdnicy. Jego starszym bratem był Manfred von Richthofen, późniejszy największy as myśliwski I wojny światowej, nazywany Czerwonym Baronem.
Lothar wzorem brata uczęszczał do szkół wojskowych, a następnie rozpoczął służbę wojskową w kawalerii.

### I wojna światowa
Po wybuchu I wojny światowej służył jako oficer kawalerii na froncie francuskim, następnie na froncie wschodnim. Również wzorem Manfreda, Lothar w 1915 przeniósł się do lotnictwa.
Początkowo służył jako strzelec-bombardier w pułku bombowym Kampfgeschwader 4 we Francji, między innymi na froncie pod Verdun. W grudniu 1916 został odznaczony Żelaznym Krzyżem I klasy. Następnie ukończył kurs pilotażu i 6 marca 1917 uzyskał za sprawą brata przeniesienie do elitarnej eskadry myśliwskiej Jagdstaffel 11 (Jasta 11), dowodzonej przez Manfreda. Aczkolwiek pozostawał w cieniu słynnego brata, lecz Lothar szybko okazał się również dobrym i agresywnym pilotem, latając razem z Manfredem. 28 marca 1917 zestrzelił pierwszy samolot (myśliwiec RAF FE.2b). 1 maja, podczas urlopu Manfreda, Lothar mając już 16 samolotów zestrzelonych, objął dowództwo nad eskadrą.
7 maja 1917 Lotharowi oficjalnie przypisano zestrzelenie czołowego brytyjskiego asa Alberta Balla, lecz okoliczności tej walki przebiegającej wieczorem w trudnych warunkach atmosferycznych, nie są do dziś wyjaśnione. Jako bardziej prawdopodobną wersję podaje się, że Anglik stracił orientację w chmurze i rozbił się. Podczas tej walki uszkodzony został również samolot Lothara, lecz zdołał on awaryjnie wylądować. 13 maja Lothar, po zestrzeleniu samolotu obserwacyjnego B.E.2, został raniony ogniem karabinowym z ziemi i po awaryjnym lądowaniu, spędził 5 miesięcy na leczeniu. Wprawdzie wiosną 1917 przewaga techniczna niemieckiego lotnictwa była największa (okres ten nazwany został przez Brytyjczyków „krwawym kwietniem”), lecz Lothar w tym okresie jako początkujący pilot w ciągu 47 dni uzyskał aż 24 zwycięstwa powietrzne. 14 maja został odznaczony najwyższym niemieckim orderem Pour le Mérite.
24 września 1917 Lothar powrócił z leczenia, obejmując dowództwo eskadry Jasta 11 (Manfred był wówczas dowódcą 1 Pułku Myśliwskiego – JG1, grupującego także Jasta 11). Swoje 25. zwycięstwo powietrzne Lothar odniósł dopiero 9 listopada 1917, latając na Fokkerze Dr.I. 13 marca 1918] mając 29 zwycięstw, został po raz drugi zestrzelony w walce powietrznej i na skutek awaryjnego lądowania doznał obrażeń, po których ponownie trafił do szpitala. W tym czasie, 21 kwietnia śmierć poniósł Manfred.
Wbrew opiniom lekarzy Lothar powrócił do latania i 19 lipca 1918 ponownie otrzymał dowództwo Jasta 11. Pierwsze po powrocie zwycięstwo, a swoje 30., odniósł 25 lipca na nowym myśliwcu Fokker D.VII. Pod koniec lipca dowodził też całym pułkiem JG1, w zastępstwie urlopowanego Hermanna Goeringa. W toku intensywnych walk w pierwszej połowie sierpnia zestrzelił kolejne 10 samolotów, zwiększając liczbę swoich zwycięstw do 40 i latając często z Erichem Löwenhardtem. Ostatnie zwycięstwo odniósł 12 sierpnia 1918 nad brytyjskim asem Johnem Summersem (8 zwycięstw). Następnego dnia, ponownie 13. dnia miesiąca, Lothar von Richthofen został raniony w udo. Udało mu się wylądować, lecz skierowany na leczenie już nie powrócił do latania bojowego. Uwzględniając stosunkowo krótki czas, jaki Lothar von Richthofen spędził na froncie pomiędzy leczeniem, był on jednym z najefektywniejszych asów myśliwskich, być może nawet lepszym od swojego brata Manfreda. Zajmował pod względem liczby zwycięstw 10. miejsce na liście niemieckich asów, na równi z Oswaldem Boelcke i Franzem Büchnerem.

### Po I wojnie światowej
Po I wojnie światowej zajął się lotnictwem cywilnym. 4 lipca 1922, pilotując samolot pasażerski nr D1481 z Berlina do Hamburga, poniósł śmierć w katastrofie na skutek awarii silnika (pasażerowie ocaleli); w okolicach Fuhlsbüttel (dziś: część hamburskiej dzielnicy Hamburg-Nord). Został pochowany w Świdnicy.

## Odznaczenia
- Pour le Mérite – 14 maja 1917
- Królewski Order Hohenzollernów – 10 maja 1917
- Krzyż Żelazny I i II Klasy
- Order Zasługi Wojskowej IV Klasy z Mieczami – Bawaria
- Krzyż Hanzeatycki – Hamburg
- Medal Liakat w Srebrze z Mieczami – Imperium Osmańskie
- Żelazny Półksiężyc – Imperium Osmańskie